# زفونيمير سولدو
زفونيمير سولدو (بالكرواتية: Zvonimir Soldo) مواليد 2 نوفمبر 1967 في زغرب، جمهورية يوغوسلافيا الاشتراكية الاتحادية، هو لاعب كرة قدم كرواتي سابق كان يلعب كمدافع. سبق له أن لعب في كأس العالم لكرة القدم مع منتخب بلاده. لعب خلال مسيرته 469 مباراة سجل خلالها 22 هدفاً.

## المسيرة الاحترافية

### أندية لعب لها
- نادي دينامو زغرب
- نادي شتوتغارت

## روابط خارجية
- زفونيمير سولدو على موقع الاتحاد الدولي (مؤرشف)  (الإنجليزية)
- زفونيمير سولدو على موقع اتحاد كرواتيا (الكرواتية)
- زفونيمير سولدو على موقع قاعدة بيانات كرة القدم.إي يو (الإنجليزية)
- زفونيمير سولدو على موقع بيانات كرة القدم. دي إي (الألمانية)
- زفونيمير سولدو على موقع ناشيونال فوتبول تيمز (الإنجليزية)
- زفونيمير سولدو على موقع Soccerway.com (الإنجليزية)
- زفونيمير سولدو على موقع عالم كرة القدم.نت (الإنجليزية)